# La Forge de Vulcain (Georges Reverdy)
Pour les articles homonymes, voir La Forge de Vulcain.
La Forge de Vulcain est une gravure sur cuivre au burin réalisée par Georges Reverdy. Il existe des exemplaires à Dresde, Zurich, Philadelphie que 3 exemplaires à Paris à la BnF au département des estampes. Elle mesure 148 × 189 mm.

## Description
La gravure représente plusieurs hommes frappant un bout de métal, dans un paysage de forge avec de larges flammes en arrière-plan. Dans la partie de droite Vulcain parle à une femme, alors que dans la partie de gauche Vénus parle à un ange. 